# Замок Вельтрусы
Замок Вельтрусы (чеш. Zámek Veltrusy) — замок-дворец эпохи барокко, расположенный в городке Вельтрусы в 25 км севернее Праги.

## История

### Первый строительный период

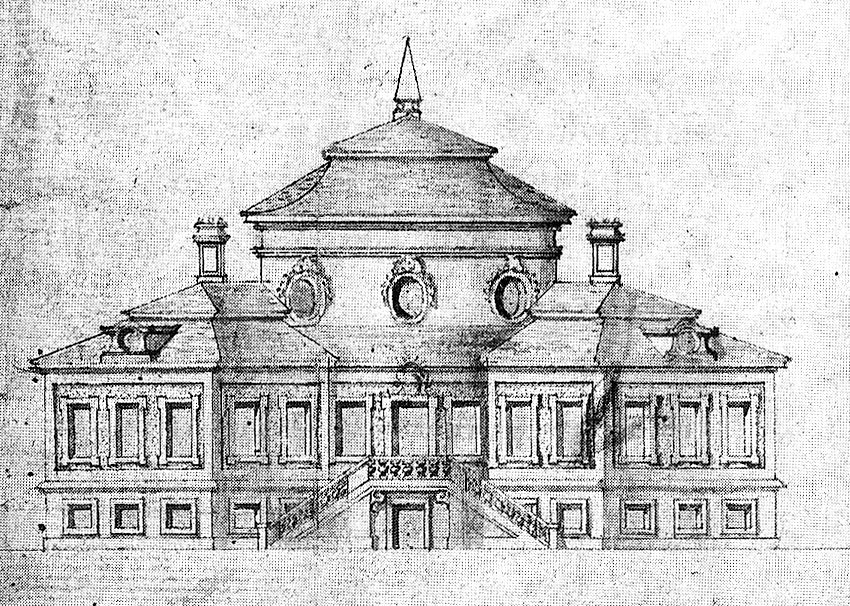

Строительство роскошного замка-дворца в стиле чешского барокко начал граф Вацлав Антонин Хотек (или Венцель Антон, 1674—1754). Строительство пришлось на период, когда на чешских землях уже построили несколько роскошных магнатских резиденций. Поэтому образцов для создания собственной у Вацлава Антонина было вдоволь. Исследователи долго не имели точных сведений об авторе проекта первоначального дворца. Художественные качества здания указывали на произведение талантливого архитектора, поэтому предполагали, что это проект Джованни Сантини. По утверждениям последних исследований, автор проекта — не менее талантливый и известный Джованни Баттиста Аллипранди.
Замок имел центральную башню, крытую крышей с переломом и увенчанную шпилем. Жилые помещения распланировали вокруг в виде буквы Х. Каждое здание тоже имело крышу с переломом и барочные дымоходы. Первоначально фасад замка архитектурой напоминал Китайский дворец Золочевского замка на Украине, хотя в плане дворец Вельтрусы был более сложным, более высоким и имел два этажа. Парадную лестницу дворца украсили барочными скульптурами двенадцати месяцев и аллегориями четырёх сезонов (скульптор — Матиаш Бернард Браун).

### Второй строительный период

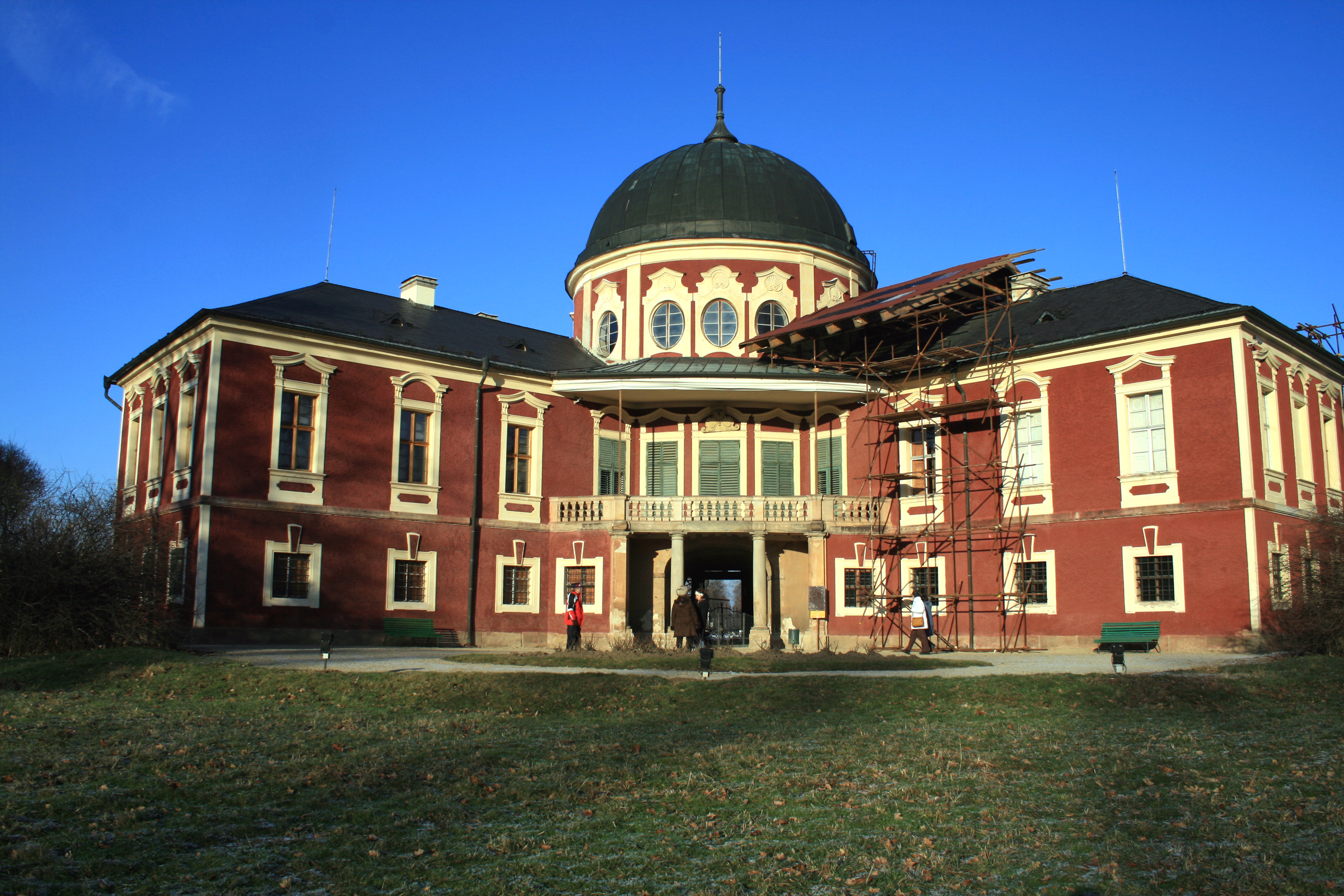
Современный вид замка (2009 год)

Изменения моды привели к перестройкам и уничтожению первоначального регулярного сада. Новый строительный период начал граф Рудольф Хотек (1706—1779). Рудольф сделал очень удачную придворную карьеру, возглавив с 1749 года управление финансовых учреждений Австрийской империи. Полученные деньги он и вложил в семейную усадьбу, в её развитие. Среди гостей усадьбы была австрийская императрица Мария Терезия.
Крыши сделали упрощенной формы, что приблизило силуэт дворца к сооружениям раннего классицизма, не задев барочную планировку, без добавления лишних колонн, портиков, фронтонов. Барочное ядро усадьбы было лишь дополнено новыми флигелями и хозяйственными сооружениями, где удачно соединили практические и декоративно-представительские нужды. В XIX веке вокруг парка построили пивоваренный завод, кошары для овец, карьеры по добыче известняка, винодельческий завод и мельницы. Замок приобрёл статус культурного и промышленного комплекса и приносил его владельцу прибыль.
Заново были декорированы и залы дворца. Часть помещений сделаны в стиле рококо и шинуазри («Китайская комната», «Китайский кабинет»), дополнены фарфором и бронзовыми фигурками из Китая. В 1765 году главный зал дворца украсил выпускник Венской академии искусств Йозеф Пихлер (плафон «аллегория Утра, Полдня, Вечера, Ночи»). Усадьба использовалась в качестве загородной резиденции для балов, празднеств, охоты. В начале XIX века часть залов декорировали в стиле ампир.

### Парк замка Вельтрусы

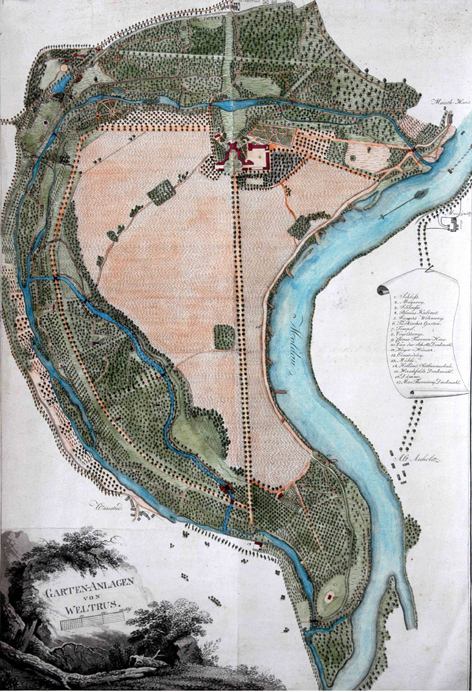
Генеральный план парка в Вельтрусах, XIX в.

Сильнее всего изменился парк замка. Сад барокко был уничтожен наводнением 1764 года и больше не восстанавливался.
После гибели сада парковую территорию расширили, добавив значительные пейзажные участки. Центром стала большая поляна, ограниченная деревьями с одной стороны и берегом Влтавы — с другой. Пейзажный парк по новым требованиям насыщали парковыми сооружениями и павильонами, среди которых были
- павильон «Друзья садов и сельских забав»
- павильон Марии Терезии
- парковые мосты
- искусственная руина
- скульптура сфинкса
- искусственная Красная мельница
- оранжереи
- живые растительные заборы и т. п.

Окончательный вид парк приобрёл в 1830-х годах. Часть парковых сооружений исчезла или была уничтожена, но тогдашняя планировка и несколько парковых сооружений и мостиков сохранились, что делает парк замка Вельтрусы уникальным для Чехии и Европы.

## Культурные мероприятия
В замке проводятся различные культурные мероприятия. Среди них — рождественские концерты (ноябрь-декабрь), посещение исторических оранжерей (апрель-сентябрь), велосипедные экскурсии, выставки в залах замка, выставки роз (в июне). Летом на территории парка проходят театральные представления.
Близость к реке Влтаве обусловливает опасность во время наводнений, характерных для Чехии вообще. Замковая территория неоднократно страдала от наводнений и раньше. В последний раз усадьба пострадала от наводнения в 2002 году, после чего пришлось делать ремонт. В 2002 году замок Вельтрусы получил статус Национального памятника культуры.